# لاوینیا لونگی
لاوینیا لونگی (ایتالیایی: Lavinia Longhi؛ زادهٔ ۱۸ مارس ۱۹۸۰) بازیگر اهل ایتالیا است.
پدر او ایتالیایی و مادرش مونته‌نگرویی است.
از فیلم‌ها یا مجموعه‌های تلویزیونی که وی در آن‌ها نقش داشته‌است، می‌توان به خانم انریکا، دروازه سرخ و ماریو اشاره نمود.